# Episodi di The Dick Van Dyke Show (seconda stagione)
La seconda stagione della serie televisiva The Dick Van Dyke Show è andata in onda negli Stati Uniti dal 26 settembre 1962 all'8 maggio 1963 sulla CBS.
| nº | Titolo originale                   | Prima TV USA      |
| -- | ---------------------------------- | ----------------- |
| 1  | Never Name a Duck                  | 26 settembre 1962 |
| 2  | The Two Faces of Rob               | 3 ottobre 1962    |
| 3  | The Attempted Marriage             | 10 ottobre 1962   |
| 4  | Bank Book 6565696                  | 17 ottobre 1962   |
| 5  | Hustling the Hustler               | 24 ottobre 1962   |
| 6  | My Husband Is Not a Drunk          | 31 ottobre 1962   |
| 7  | What's in a Middle Name?           | 7 novembre 1962   |
| 8  | Like a Sister                      | 14 novembre 1962  |
| 9  | The Night the Roof Fell In         | 21 novembre 1962  |
| 10 | The Secret Life of Buddy and Sally | 28 novembre 1962  |
| 11 | A Bird in the Head Hurts           | 5 dicembre 1962   |
| 12 | Gesundheit, Darling                | 12 dicembre 1962  |
| 13 | A Man's Teeth Are Not His Own      | 19 dicembre 1962  |
| 14 | Somebody Has to Play Cleopatra     | 26 dicembre 1962  |
| 15 | The Cat Burglar                    | 2 gennaio 1963    |
| 16 | The Foul Weather Girl              | 9 gennaio 1963    |
| 17 | Will You Two Be My Wife?           | 16 gennaio 1963   |
| 18 | Ray Murdock's X-Ray                | 23 gennaio 1963   |
| 19 | I Was a Teenage Head Writer        | 30 gennaio 1963   |
| 20 | It May Look Like a Walnut          | 6 febbraio 1963   |
| 21 | My Husband Is a Check-Grabber      | 13 febbraio 1963  |
| 22 | Don't Trip Over That Mountain      | 20 febbraio 1963  |
| 23 | Give Me Your Walls                 | 27 febbraio 1963  |
| 24 | The Sam Pomerantz Scandals         | 6 marzo 1963      |
| 25 | The Square Triangle                | 20 marzo 1963     |
| 26 | I'm No Henry Walden                | 27 marzo 1963     |
| 27 | Racy Tracy Rattigan                | 3 aprile 1963     |
| 28 | Divorce                            | 10 aprile 1963    |
| 29 | It's a Shame She Married Me        | 17 aprile 1963    |
| 30 | A Surprise Surprise Is a Surprise  | 24 aprile 1963    |
| 31 | Jilting the Jilter                 | 1º maggio 1963    |
| 32 | When a Bowling Pin Talks, Listen   | 8 maggio 1963     |

## Never Name a Duck
- Prima televisiva: 26 settembre 1962

### Trama
- Guest star: Jerry Hausner (Mr. Fletcher), Jane Dulo (Miss Singleton), Geraldine Wall (Miss Glasser)

## The Two Faces of Rob
- Prima televisiva: 3 ottobre 1962

### Trama
- Guest star: Herbie Faye (Deli Man)

## The Attempted Marriage
- Prima televisiva: 10 ottobre 1962

### Trama
- Guest star: Sandy Kenyon (dottore), Dabbs Greer (Chaplain Berger), Ray Kellogg (caporale)

## Bank Book 6565696
- Prima televisiva: 17 ottobre 1962

### Trama
- Guest star:

## Hustling the Hustler
- Prima televisiva: 24 ottobre 1962

### Trama
- Guest star: Phil Leeds (Blackie Sorrell)

## My Husband Is Not a Drunk
- Prima televisiva: 31 ottobre 1962

### Trama
- Guest star: Charles Aidman (Glen Jameson), Roy Roberts (Mr. Boland)

## What's in a Middle Name?
- Prima televisiva: 7 novembre 1962

### Trama
- Guest star: Isabel Randolph (Clara Petrie), J. Pat O'Malley (Sam Petrie), Carl Benton Reid (Mr. Meehan), Geraldine Wall (Mrs. Meehan), Cyril Delevanti (nonno Petrie)

## Like a Sister
- Prima televisiva: 14 novembre 1962

### Trama
- Guest star: Vic Damone (Ric Vallone)

## The Night the Roof Fell In
- Prima televisiva: 21 novembre 1962

### Trama
- Guest star:

## The Secret Life of Buddy and Sally
- Prima televisiva: 28 novembre 1962

### Trama
- Guest star: Phil Arnold (cameriere)

## A Bird in the Head Hurts
- Prima televisiva: 5 dicembre 1962

### Trama
- Guest star: Cliff Norton (guardacaccia)

## Gesundheit, Darling
- Prima televisiva: 12 dicembre 1962

### Trama
- Guest star: Sandy Kenyon (allergologo)

## A Man's Teeth Are Not His Own
- Prima televisiva: 19 dicembre 1962

### Trama
- Guest star:

## Somebody Has to Play Cleopatra
- Prima televisiva: 26 dicembre 1962

### Trama
- Guest star: Valerie Yerke (Cynthia Harding), Shirley Mitchell (Shirley Rogers), Eleanor Audley (Mrs. Billings), Bob Crane (Harry Rogers)

## The Cat Burglar
- Prima televisiva: 2 gennaio 1963

### Trama
- Guest star: Barney Phillips (Police Lieutenant)

## The Foul Weather Girl
- Prima televisiva: 9 gennaio 1963

### Trama
- Guest star: Joan O'Brien (Jane Leighton)

## Will You Two Be My Wife?
- Prima televisiva: 16 gennaio 1963

### Trama
- Guest star: Allan Melvin (Sam), Ray Kellogg (capitano), Barbara Bain (Dorothy)

## Ray Murdock's X-Ray
- Prima televisiva: 23 gennaio 1963

### Trama
- Guest star: Gene Lyons (Ray Murdock), Jerry Hausner (direttore artistico)

## I Was a Teenage Head Writer
- Prima televisiva: 30 gennaio 1963

### Trama
- Guest star:

## It May Look Like a Walnut
- Prima televisiva: 6 febbraio 1963

### Trama
- Guest star: Danny Thomas (Kolak)

## My Husband Is a Check-Grabber
- Prima televisiva: 13 febbraio 1963

### Trama
- Guest star: Joan Shawlee (Pickles Sorrell), Bill Idelson (Herman Glimscher), Phil Arnold (Anatole)

## Don't Trip Over That Mountain
- Prima televisiva: 20 febbraio 1963

### Trama
- Guest star: Jean Allison (infermiera), Ray Kellogg (dottore)

## Give Me Your Walls
- Prima televisiva: 27 febbraio 1963

### Trama
- Guest star: Vito Scotti (Vito Giotto)

## The Sam Pomerantz Scandals
- Prima televisiva: 6 marzo 1963

### Trama
- Guest star: Henry Calvin (Sam Pomerantz), Joan Shawlee (Pickles Sorrell), Lennie Weinrib (Danny Brewster)

## The Square Triangle
- Prima televisiva: 20 marzo 1963

### Trama
- Guest star: Jacques Bergerac (Jacques Savon)

## I'm No Henry Walden
- Prima televisiva: 27 marzo 1963

### Trama
- Guest star: Roxane Berard (Miss Evelyn Thomas), Howard Wendell (dottor Torrence Hayworth), Everett Sloane (Henry Walden), Doris Packer (Mrs. Huntington), Betty Lou Gerson (Mrs. Venetia Fellows), Sam Harris (uomo al party)

## Racy Tracy Rattigan
- Prima televisiva: 3 aprile 1963

### Trama
- Guest star: Richard Dawson (Tracy Rattigan)

## Divorce
- Prima televisiva: 10 aprile 1963

### Trama
- Guest star: Arthur Batanides (Man in Bar), Marian Collier (Woman in Bar), Joan Shawlee (Pickles Sorrell), Charles Cantor (barista), Sheldon Leonard (Floyd B. Bariscale, voice)

## It's a Shame She Married Me
- Prima televisiva: 17 aprile 1963

### Trama
- Guest star: Robert Vaughn (Jim Darling)

## A Surprise Surprise Is a Surprise
- Prima televisiva: 24 aprile 1963

### Trama
- Guest star:

## Jilting the Jilter
- Prima televisiva: 1º maggio 1963

### Trama
- Guest star: Guy Marks (Fred White)

## When a Bowling Pin Talks, Listen
- Prima televisiva: 8 maggio 1963

### Trama
- Guest star: Herbie Faye (Willie), Jon Silo (Barber